# Наружная капсула
Наружная капсула (лат. Capsula externa, англ. External capsule) — это пучки миелинизированных нервных волокон (белого вещества) в головном мозге, проходящие между латеральной (боковой) стороной чечевицеобразного ядра и оградой мозга (клауструмом).
Белое вещество наружной капсулы содержит кортико-кортикальные ассоциативные нервные волокна. Эти нервные волокна ответственны за соединение разных областей коры больших полушарий головного мозга друг с другом. Сама наружная капсула выглядит на разрезе как тонкий листок белого вещества.
Наружная капсула является важным путём, по которому к коре больших полушарий мозга проходят холинергические нервные волокна от так называемого базального переднего мозга (расположенных ниже и базальнее полосатого тела структур базальных ядер).
Возле чечевицеобразного ядра наружная капсула соединяется с внутренней капсулой.

## Дополнительные изображения

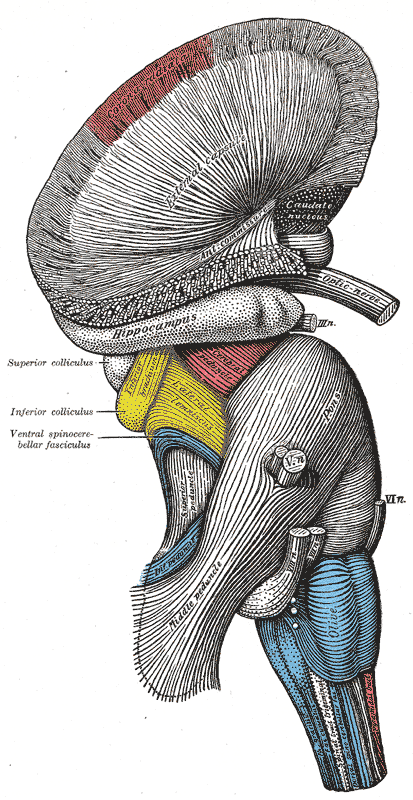
Поверхностный разрез ствола мозга. Латеральный вид.
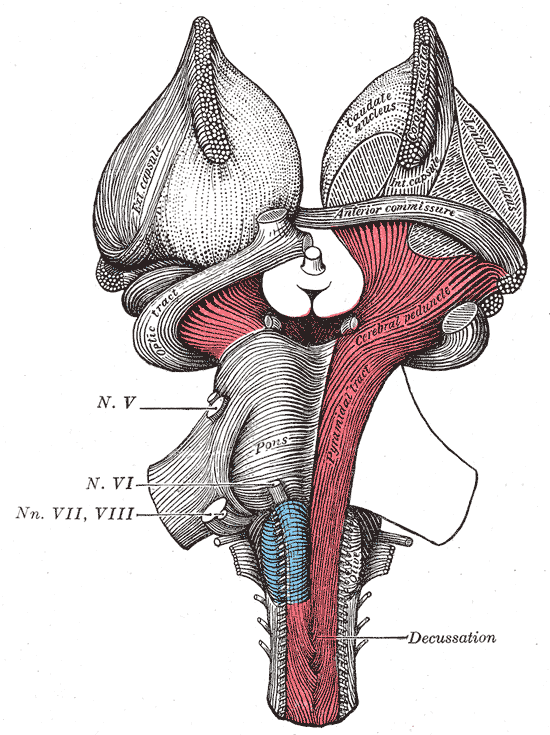
Поверхностный разрез ствола мозга. Вентральный вид.
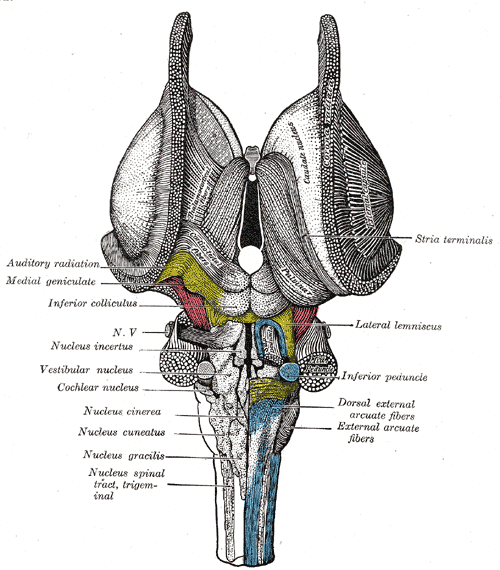
Разрез ствола мозга. Дорсальный вид.
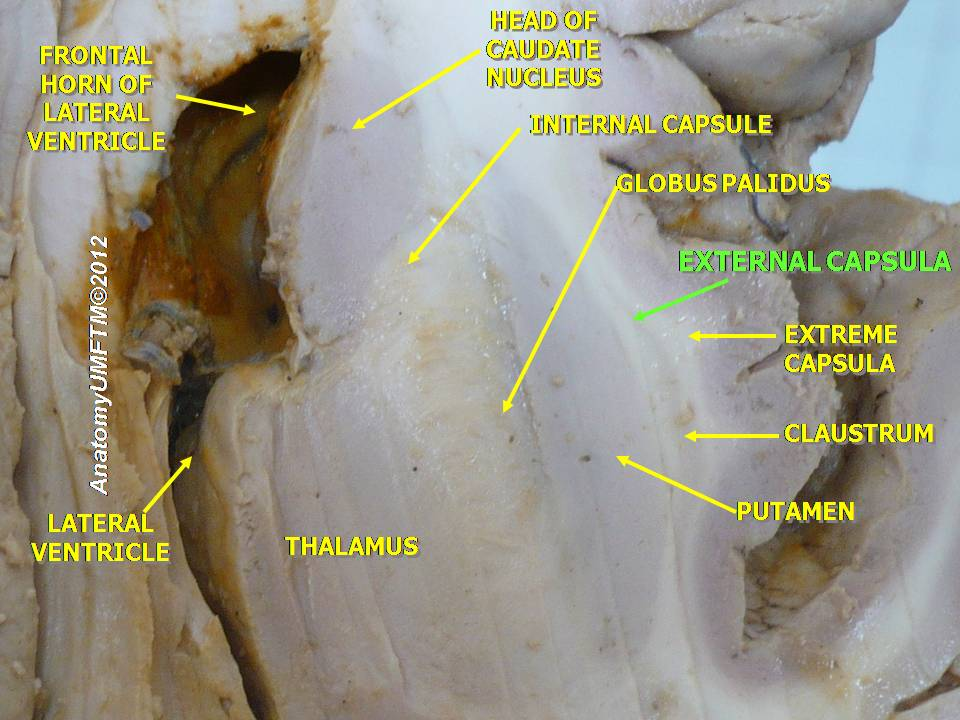
Наружная капсула.
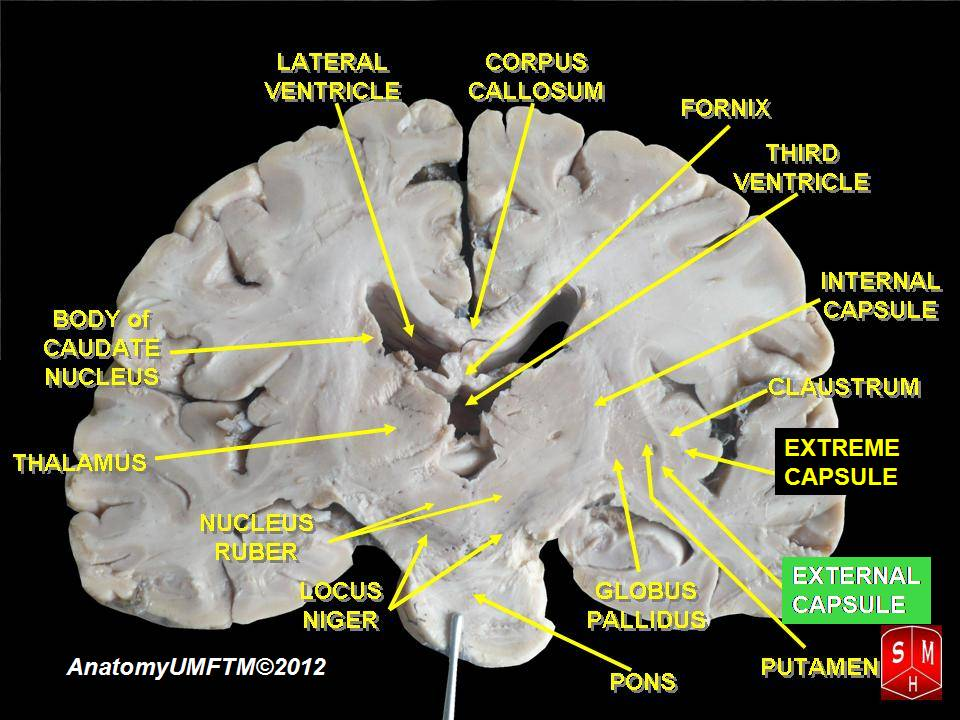
Наружная капсула.
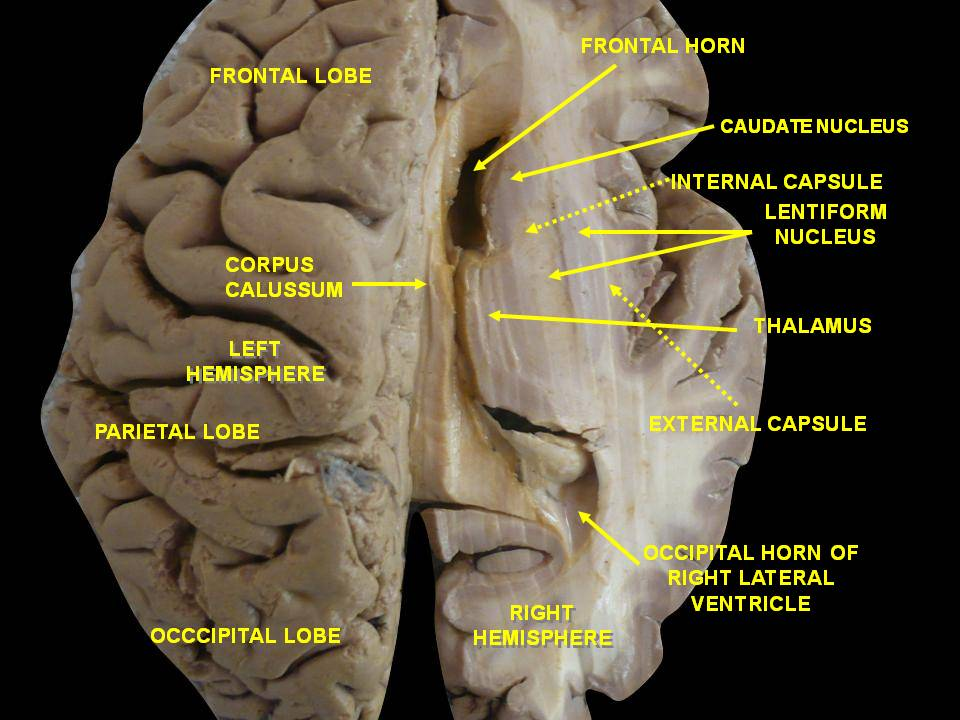
Желудочки мозга и базальные ядра. Вид сверху. Горизонтальный разрез. Глубокое рассечение.
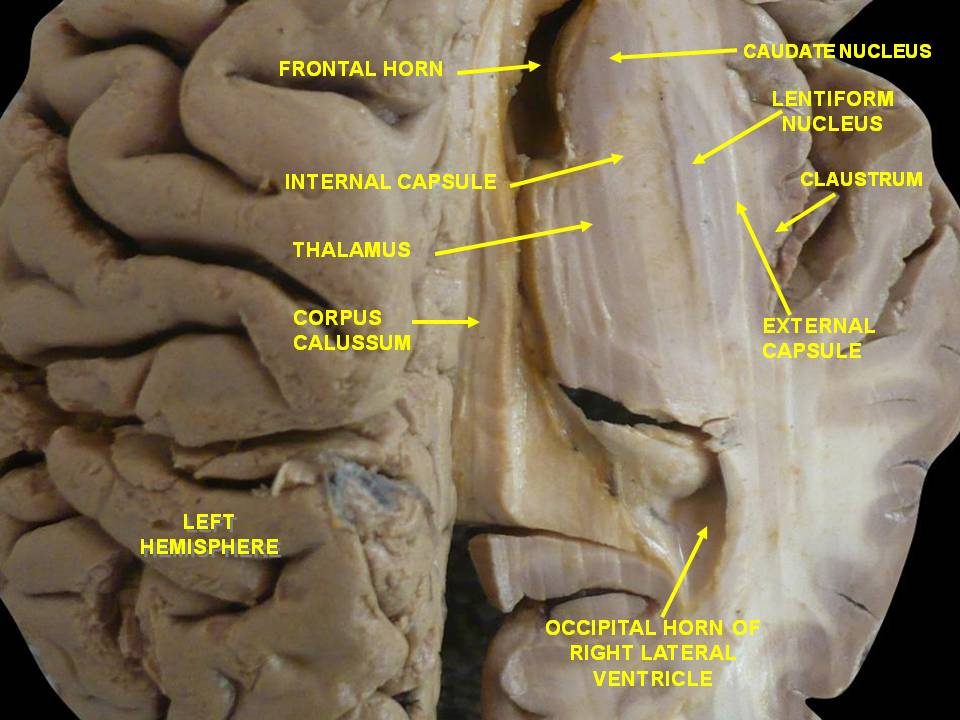
Желудочки мозга и базальные ядра. Вид сверху. Горизонтальный разрез. Глубокое рассечение.